# Poto et Cabengo
 (juin 2023).
Si vous disposez d'ouvrages ou d'articles de référence ou si vous connaissez des sites web de qualité traitant du thème abordé ici, merci de compléter l'article en donnant les références utiles à sa vérifiabilité et en les liant à la section « Notes et références ».
Pour les articles homonymes, voir Poto.
Poto et Cabengo (les noms que s'étaient elles-mêmes donnés, respectivement, Grace et Virginia Kennedy) sont deux vraies jumelles américaines qui ont inventé et utilisé leur propre langue jusqu'à l'âge d'approximativement huit ans. 
Les sœurs étaient apparemment d'une intelligence normale. Elles ont développé leur propre communication parce qu'elles avaient peu d'exposition à la langue parlée pendant leurs premières années. Poto et Cabengo étaient les noms par lesquels elles s'appelaient l'une l'autre.
Poto et Cabengo est également le nom d'un documentaire sur l'histoire de ces sœurs réalisé par Jean-Pierre Gorin et sorti en 1979.